# スーパーゲートボール
スーパーゲートボール（Super Gateball）は、かつて日本レジャーチャンネル（JLC）等で放送されていたゲートボールの中継番組。

## 概要
1993年4月にJLCの放送開始と同時にスタートし、2018年に放送開始25周年を迎えた。CS放送としては異例の長寿番組である。原則としてスカパー!やケーブルテレビ局のJLCチャンネルでの放送のほか、ネット配信の「レジャチャンオンデマンド」で配信されているが、一部の番組についてはYouTubeに開設した公式チャンネルでも視聴できる。
基本的に日本ゲートボール連合（JGU）の主催大会の中から注目の試合を取り上げ録画中継を行っている。またJGUからのお知らせコーナーなどもある。
2017年4月 - 2019年3月にかけては、本番組を母体としたタブロイド紙「月刊スーパーゲートボール」が発行されていた（発行は同じくJLC）。コンビニエンスストアのマルチコピー機にて購入できるほか、一部のバックナンバーはJGUのWebサイトでも公開されていた。
2020年12月27日に放送終了、約28年間の歴史に幕を下ろした。

## 放送時間
- 毎週土曜・日曜 朝6:00 - 7:00（2018年10月現在）

## 出演者

### 放送終了時
- 実況：龍谷修武、中友子
- 解説：真鍋大也、相馬嘉

### 過去
- TARAKO